# Johann Andreas von Segner
Johann Andreas von Segner (Bratislava, 9. listopada 1704. – Halle, 5. listopada 1777.) bio je njemački znanstvenik, fizičar, matematičar i liječnik.

## Životopis
Rodio se u Kraljevini Ugarskoj, u Bratislavi, Slovačka. Studirao je u Bratislavi, Juri, Debrecinu i Jeni, da bi 1729. dobio zvanje liječnika. Godine 1735. postao je profesor matematike na Univerzitetu u Göttingenu, a 1755. u Halleu, gdje je otvorio i zvjezdarnicu. Bio je član akademija u Berlinu, Londonu i Sankt Peterburgu.
Bio je prvi znanstvenik koji je koristio reaktivne sile za dobivanje vodenog mlaza, pa je poznat po tome što je napravio Segnerovo kolo, koje je radilo slično kao Heronova kugla. Iako se danas taj način rada ne koristi za vodne turbine, možemo ga zapaziti kod impulsnih rasprskivača, koje možemo vidjeti u vrtovima, nogometnim igralištima, golf terenima itd. Neki ga smatraju i ocem vodnih turbina.

## Vanjske poveznice
|  | Zajednički poslužitelj ima još gradiva o temi Johann Andreas von Segner |